# 爱丽丝·加德纳
爱丽丝·加德纳（1854年4月26日—1927年11月11日）是一位英国女性历史学家，毕业于剑桥大学纽纳姆学院，主要作品有《朱利安大帝与罗马帝国的中兴》（Julian: Emperor and Philosopher，1895年）等。